# Gymnochila vestita
Gymnochila vestita là một loài bọ cánh cứng trong họ Trogossitidae. Loài này được Griffith miêu tả khoa học năm 1832.